# Autobahnkreuz Oldenburg-Nord
Das Autobahnkreuz Oldenburg-Nord (Abkürzung: AK Oldenburg-Nord; Kurzform: Kreuz Oldenburg-Nord) ist ein Autobahnkreuz in Niedersachsen in der Metropolregion Nordwest. Es verbindet die Bundesautobahn 29 (Wilhelmshaven – Dreieck Ahlhorner Heide) mit der Bundesautobahn 293 (Westlicher Stadtring Oldenburg). Die A 293 geht in ihrem weiteren Verlauf in Richtung Brake in die Bundesstraße 211 über.

## Geographie
Das Autobahnkreuz liegt auf dem Gemeindegebiet von Rastede, an der Grenze zu Oldenburg. Nächstgelegene Stadtteile sind Südende und Wahnbek auf Rasteder Gebiet sowie Alexandersfeld, Etzhorn und Ofenerdiek, die zu Oldenburg gehören. Es befindet sich etwa 8 km nördlich der Oldenburger Innenstadt, etwa 45 km nordwestlich von Bremen und etwa 35 km südlich von Wilhelmshaven.
Das Autobahnkreuz Oldenburg-Nord trägt auf der A 29 die Anschlussstellennummer 13, auf der A 293 die Nummer 7.

## Bauform und Ausbauzustand
Beide Autobahnen sind vierstreifig ausgebaut. Die Verbindungsrampen sind einspurig ausgeführt.
Das Autobahnkreuz wurde ursprünglich als unvollständiges Kleeblatt angelegt; es fehlten die Relationen von der A 293 in Richtung Süden zur A 29 in Richtung Süden und umgekehrt. Mit dem Umbau des Autobahnkreuzes im Jahre 2006 wurden diese gebaut und im Dezember desselben Jahres für den Verkehr freigegeben.

## Verkehrsaufkommen
Das Kreuz wird täglich von rund 51.000 Fahrzeugen befahren.
| Von                  | Nach                         | Durchschnittliche tägliche Verkehrsstärke | Anteil Schwerlastverkehr |
| -------------------- | ---------------------------- | ----------------------------------------- | ------------------------ |
| AS Rastede (A 29)    | AK Oldenburg-Nord            | 37.700                                    | 07,1 %                   |
| AK Oldenburg-Nord    | AS Oldenburg-Ohmstede (A 29) | 26.800                                    | 11,4 %                   |
| Autobahnende (B 211) | AK Oldenburg-Nord            | 13.600 (Zahl von Verkehrszählung 2010)    | 11,8 %                   |
| AK Oldenburg-Nord    | AS Oldenburg-Etzhorn (A 293) | 24.400                                    | 05,1 %                   |